# Rooftop (MV Killa)
Rooftop è un singolo del rapper italiano MV Killa, pubblicato il 4 agosto 2023 come terzo estratto dal secondo album in studio Fede. Il brano vanta la collaborazione del rapper Guè.

## Tracce
Testi e musiche di Marcello Valerio, Cosimo Fini e Antonio Lago.
1. Rooftop (feat. Guè) – 2:56

## Classifiche
| Classifica (2023) | Posizione massima |
| ----------------- | ----------------- |
| Italia            | 51                |